# Johann Gabriel Macasius

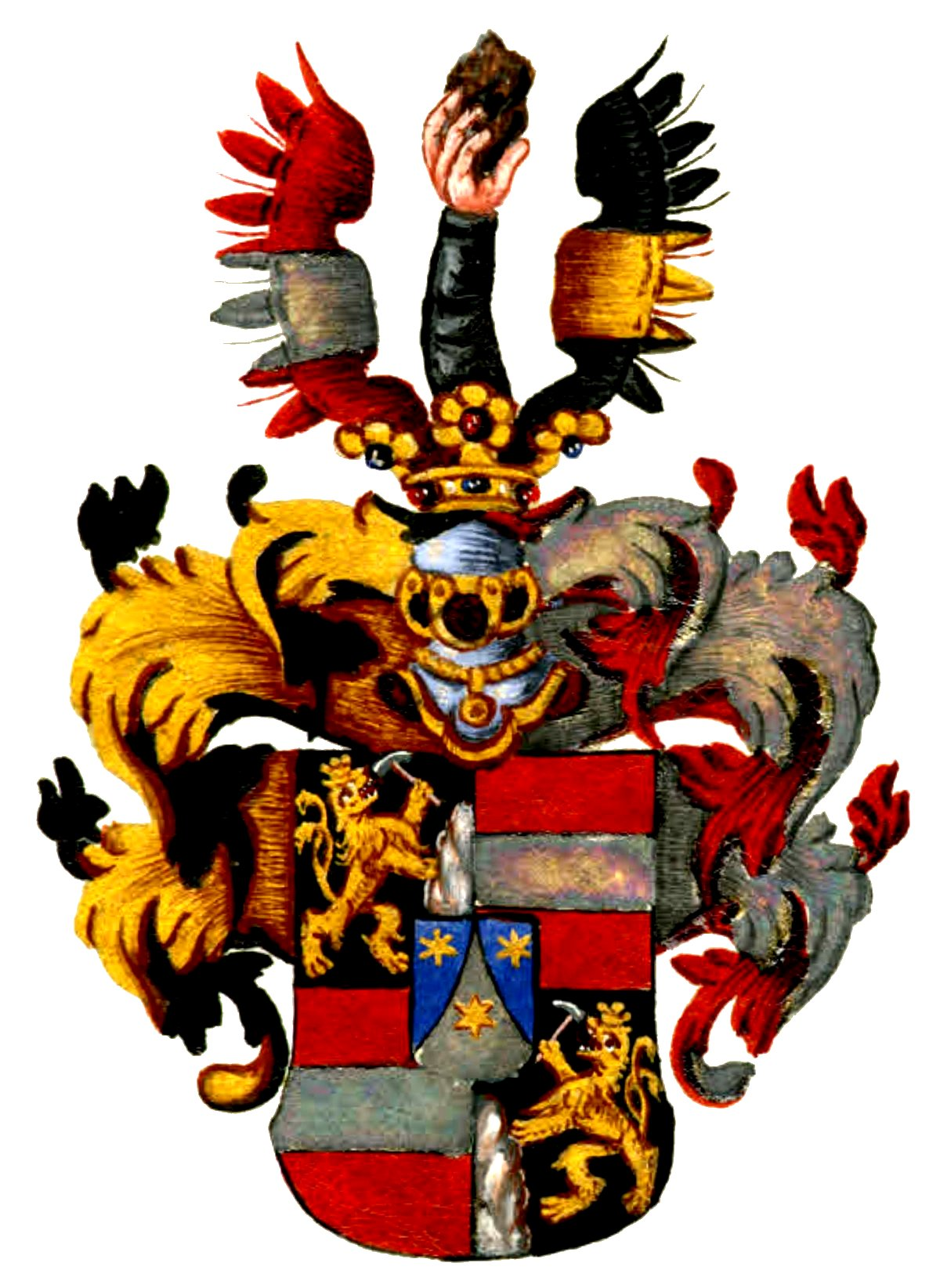
Wappen der Macasy von Sternfels aus dem Adelsdiplom von 1837

Johann Gabriel Macasius, auch Macasy, Maccasius bzw. Makasy, seit 1663 von Sternfels (* um 1608 in Sankt Joachimsthal; † 16. Mai 1665 ebenda), war ein böhmischer Gewerke, Bergmeister von Gottesgab, Stadtkämmerer und Bürgermeister von Sankt Joachimsthal.

## Leben
Johann Gabriel Macasius war der Sohn des Stadtschreibers, Kämmerers und Bürgermeisters von Sankt  Joachimsthal Johannes Macasius d. J. (* um 1583 in Lichtenstadt; † um 1625 in Sankt Joachimsthal) und dessen Ehefrau Elisabeth geb. Kolb (getauft 4. November 1575 in Abertham), der Tochter des Bergmeisters Gabriel Kolb. Ursprünglich rätoromanischen Ursprungs stammte das Geschlecht aus dem Friaul, wo bereits 1491 in Spilimbergo (deutsch Spengenberg) ein vermeintlicher Vorfahre erwähnt wird. Sein Großvater war der aus Glaubensgründen aus Kärnten emigrierte Johannes Macasius d. Ä. (* um 1557 in Villach; † 1624 in Zwickau), der 1580 Pfarrer in Platten und ab 1581 Pfarrer in Lichtenstadt war und zu Zeiten der Gegenreformation nach Kursachsen auswanderte. 1624 immatrikulierte er an der Universität von Leipzig. Ursprünglich Protestant konvertierte er 1632/1633 zum katholischen Glauben. Er wurde zum Bergmeister von Gottesgab ernannt und bekleidete in seiner Heimatstadt die Ämter des Stadtkämmerers und Bürgermeisters. Am 9. September 1633 hatte er zusammen mit Christoph Löwel die sogenannte mittlere Mahlmühle am Breitenbach die jahrelang öd und wüst stand auf zehn Jahre vom Rat der Stadt Platten gepachtet. Sie hatte die Gerechtigket zu mahlen, das Mehl frei zu verkaufen, hausbacken und böhmisch Brot zu backen, weiters auch im Einverständnisse des Handwerks Stollen und Semmeln nach der aufgerichteten Taxe zu backen und zu verkaufen. 1663 wurde ihm in Prag zusammen mit seinen drei Söhnen das Adelsdiplom mit dem Prädikat von Sternfels verliehen, darin einbezogen waren auch all seine ehelichen Leibes Erben und derselben Erbens Erben Mans und Frawen Personen für Ewiglich an allen Orthen und Enden. Das Wappen zeigt im Schildhaupt einen erhobenen Arm, der in der Hand ein silberfarbiges Erzstück hält. Laut den örtlichen Kirchenbuchaufzeichnungen ist am 16. Mai 1665 Herr Johann Gabriel Maccasius gestorben, und auf dem Gottesacker begraben worden.  

## Familie
Johann Gabriel Macasius war zweimal verheiratet. In erster Ehe heiratete er am 24. September 1635 in Sankt Joachimsthal Magdalena Lengefelder (* um 1610 in Sankt Joachimsthal; † 1635 ebenda), Tochter des königlichen Münzmeisters Centurio Lengefelder und in zweiter Ehe am 15. November 1638 in Sankt Joachimsthal Maria Barbara Herold (Hörolt) (* um 1610 in Sankt Joachimsthal), Tochter des Bürgermeisters und Stadtsyndicus Laurentius Herold in Sankt Joachimsthal. Aus den Ehen sind folgende Kinder bekannt:
1. Johann Centurio (* 1636 in Sankt Joachimsthal; † 1680 in Annaberg) Mediziner, Stadtphysikus; ⚭ 6. August 1665 in Leipzig Maria Spitzen
2. Johann Jakob (* 1639 in Sankt Joachimsthal) Tranksteuereinnehmer und Münzmeister in Sankt Joachimsthal; ⚭ 15. August 1662 in Sankt Joachimsthal Martha Regina Otto
3. Johann (* 1641 in Sankt Joachimsthal; † 1697 ebenda), Bürgermeister von Sankt Joachimsthal; ⚭ 17. Juni 1668 in Sankt Joachimsthal Maria Magdalena Otto, Tochter des fürstl. sächs. Hauptmannes der Herrschaft Schlackenwerth, Magister Jacobus Otto.
4. Maria Elisabeth (* 1643 in Sankt Joachimsthal) ⚭ 2. Mai 1661 in Sankt Joachimsthal Zacharias Augustinus Eidner von Wag, Zolleinnehmer in Sankt Joachimsthal